# Слюзар Володимир Климентійович
Володи́мир Климе́нтійович Слюзар (нар. 1 січня 1955, с. Баворів Тернопільського району Тернопільської області) — український журналіст, економіст, громадсько-політичний діяч. Член НСЖУ (2005). Брат Степана Слюзара, праправнук Степана Качали, внучатий небіж Кирила Студинського.

## Життєпис
Закінчив Баворівську загальноосвітню школу та філологічний факультет Львівського університету (1978, нині національний університет), ТАНГ (1998, нині Західноукраїнський національний університет, економіст).
У 1978–1990 — на комсомольській та партійній роботах у м. Тернопіль і Тернопільській області. У липні 1990 — жовтні 1994 — консультант заступника голови Тернопільського облвиконкому, помічник голови Тернопільської обласної ради. Згодом — консультант, заступник завідувача відділу, завідувач відділу аналізу внутрішньої політики Управління з питань внутрішньої політики Адміністрації Президента України. Від 2001 член Координаційної ради з питань соціального і правового захисту військовослужбовців' працівників міліції' митної служби та членів їх сімей.
Від жовтня 1996 — заступник голови — керівник секретаріату Тернопільської ОДА, від червня 2002 — заступник керівника секретаріату Тернопільської обласної ради.
Директор Тернопільського регіонального центру перепідготовки та підвищення кваліфікації працівників органів державної влади, органів місцевого самоврядування, державних підприємств, установ і організацій.

## Громадсько-політична діяльність
Співініціатор створення організації «Відозва-91» (1990–1991) як демплатформи в КПУ; брав участь у підготовці документів, що прийняла організація з ініціативи Вячеслава Чорновола Галицька асамблея — об'єднана сесія Івано-Франківської, Львівської і Тернопільської обласної рад народних депутатів 16 лютого 1991 у м. Львів.
Ініціатор відзначення на всеукраїнському рівні 800-річчя від дня народження короля Данила, співорганізатор спорудження йому пам'ятника в Тернополі (2002).
Член редакційної колегії 4-томного видання «Тернопільський енциклопедичний словник».
Секретар комітету з присудження обласних премій Тернопільської області в галузі культури (від 2008).

## Доробок
Автор низки публікацій на суспільно-економічні, історичні та інші теми у всеукраїнській і закордонній періодиці.
Співавтор книг
- «Кирило Студинський. Документи, спогади, світлини» (2008),
- «Родина Качалів в історії Галичини» (2010),
- «Тарас Шевченко в пам'яті поколінь» (2014, ювілейне видання до 200-річчя Т. Шевченка).

## Нагороди

Медаль «За жертовність і любов до України» та посвідчення

- Орден «За заслуги» 3-го ступеня (2000),
- Почесна грамота Верховної Ради України (2005),
- медаль «За жертовність і любов до України» (2016)[4]
- галузеві нагороди та відзнаки.